# Ranbirsinghpora
Ranbirsinghpora (o Ranbir Singh Pora o anche Nawanshahr) è una città dell'India di 13.563 abitanti, situata nel distretto di Jammu, nel territorio del Jammu e Kashmir. In base al numero di abitanti la città rientra nella classe IV (da 10.000 a 19.999 persone).

## Geografia fisica
La città è situata a 32° 37' 60 N e 74° 43' 60 E e ha un'altitudine di 270 m s.l.m..

## Società

### Evoluzione demografica
Al censimento del 2001 la popolazione di Ranbirsinghpora assommava a 13.563 persone, delle quali 7.391 maschi e 6.172 femmine. I bambini di età inferiore o uguale ai sei anni assommavano a 1.556, dei quali 859 maschi e 697 femmine. Infine, coloro che erano in grado di saper almeno leggere e scrivere erano 9.553, dei quali 5.661 maschi e 3.892 femmine.